# إدميلسا جوفيرنو
إدميلسا جوفيرنو (من مواليد 28 فبراير 1998)  هي رياضية موزمبيقية فازت بميدالية برونزية في سباق 400 متر للسيدات (T12) في دورة الألعاب البارالمبية الصيفية لعام 2016. كما حصلت على الميدالية الذهبية في سباق 200 متر (T12) في دورة الألعاب الإفريقية لعام 2015، وميدالية برونزية في سباق 400 متر (T12) في بطولة العالم لألعاب القوى (IPC) لعام 2015.

## الحياة الشخصية
وُلِد جوفيرنو في 28 فبراير 1998 في مابوتو ، موزمبيق.  بدأت السباق في سن الثامنة  ذكرت جوفيرنو أن مواطنتها الرياضية الموزمبيقية ماريا موتولا، التي شاركت في ست دورات أولمبية، كانت مصدر إلهام لها.

## حياة مهنية
في عام 2015، فازت جوفيرنو بسباق 200 متر (T12) في دورة الألعاب الإفريقية لعام 2015.  واحتلت المركز الثالث في سباق 400 متر (T12) في بطولة العالم لألعاب القوى لذوي الإعاقة لعام 2015 في الدوحة، قطر.   في عام 2016، فازت جوفيرنو بسباق 200 متر (T12) في الجائزة الكبرى لألعاب القوى لذوي الإعاقة التي أقيمت في تونس، تونس. 
في سن 18 عامًا،  شاركت جوفيرنو في دورة الألعاب البارالمبية الصيفية لعام 2016 . كانت الرياضية الموزمبيقية الوحيدة ضمن دورة الألعاب،  وبذلك، كانت حاملة علم بلادها في عرض الأمم.  شاركت في سباقات 100 متر T12 و 400 متر T12 للسيدات.  في نصف نهائي سباق 400 متر (T12)، سجلت جوفيرنو رقمًا قياسيًا قاريًا إفريقيًا بزمن قدره 54.99 ثانية.  وكان وقتها هو ثالث أسرع وقت في الجولة.  في النهائي، حطمت جوفرنو الرقم القياسي القاري الإفريقي مرة أخرى، حيث أنهت السباق في المركز الثالث بزمن قدره 53.89 ثانية.   خسرت أمام الأوكرانية أوكسانا بوتورشوك في سباق السرعة واحتلت بوتورشوك المركز الثاني في السباق. كان جوفيرنو أول من يحصل على الميدالية من موزمبيق في الألعاب البارالمبية.  في سباق 100 متر T12، جاءت جوفيرنو في المركز الثالث في نصف النهائي، في زمن قياسي وطني بلغ 12.35 ثانية. ولم تتأهل للنهائيات. في عام 2017، لم تتمكن جوفيرنو من التأهل لبطولة العالم لألعاب القوى لذوي الإعاقة لعام 2017 التي أقيمت في لندن.
كانت جوفيرنو و هيلاريو شافيلا حاملي علم موزمبيق في عرض الأمم خلال دورة الألعاب البارالمبية الصيفية 2020.  في الألعاب المتأخرة، جاءت جوفيرنو في المركز الأخير في سباق 100 متر (T13). فازت بسباق 400 متر T13 في زمن قياسي أفريقي قدره 55.50 ثانية،  واحتلت المركز الخامس في النهائي. 

## الأوسمة
في عام 2015، تم اختيار جوفيرنو كأفضل رياضية في موزمبيق في حفل "غالا ناسيونال دو ديسبورتو" (Gala Nacional do Desporto). 